# Angry Birds Fight!
Angry Birds Fight! (с англ. — «Злые птицы: Битва!») — тринадцатая игра из серии игр Angry Birds. Игра была закрыта в ноябре 2017 года.
Разработкой игры занималась японская компания KITERETSU, Rovio является только издателем, лишь разрабатывая звук в игре. Для озвучивания персонажей были вновь приглашены Антти Пяяккёнен, Антти Лаури-Йохансен Пяяккёнен, Паси Руохонен и Хельа Хеикинен, которые ранее озвучивали персонажей в Angry Birds Toons и в некоторых новых играх.
Подключение к Интернету во время игры было обязательно.
1 августа 2017 года игра была удалена из Play Store и App Store, и к ноябрю серверы игры были окончательно закрыты.

## История
Первый официальный анонс игpы был опубликован 20 января 2015 года на официальном сайте Rovio. В тот же день бета-версия игры вышла в таиландском App Store. 25 марта вышла бета-версия в Google Play. У игроков, купивших игру ранее в App Store, она также обновилась. В обновление вошло достаточно много нововведений, произошли незначительные изменения графики, а также была добавлена Стелла в качестве играбельного персонажа. После этого никаких сведений о игре не поступало несколько месяцев, но 25 апреля были опубликованы новые промо-арты, а 2 мая было заявлено в выходе игры 7 мая. 7 мая игра действительно вышла, но только на территории Азии. Новая версия игры значительно отличается от ранней: произошли значительные улучшения графики, были добавлены новые игровые функции и новые свиньи-монстры для специальных уровней-событий (раньше на них присутствовал только Свин-краб). После выхода игры в Азии новостей о игре вновь не поступало целый месяц, но 4 июня была опубликована новость о выходе игры во всех странах 11 июня 2015 года. Также 10 июня она была замечена во всем мире в App Store и Google Play.
27 июня 2017 года Rovio объявила о закрытии всех серверов игры в ноябре 2017 года.
1 Августа 2017 года игра была удалена с App Store и Play Market.
15 ноября 2017 года сервера были закрыты. При попытки зайти появляется окно с ошибкой: «Network error(KPL)».

## Геймплей
Игра имеет жанр «три в ряд». Главной целью игры будет являться победить врага, составляя вертикальные или горизонтальные рядов из трех или более одинаковых фишек в форме птиц. При составлении четырех фишек какой-либо одной птицы активируется особая способность: Ред убирает с поля все фигурки с Редом, Чак уничтожает полосу фишек по горизонтали, Бомб взрывается и уничтожает фишки 3х3 вокруг себя, Матильда уничтожает линию под собой и 6 фишек 3х2 снизу, Стелла уничтожает несколько групп по 4 фишки, Синие просто наугад уничтожают фишки. Также, если игрок играет за какую-то определённую птицу, и составляет линию из четырёх фишек с этой птицей, то срабатывает особая способность птицы (диверсия), каждая из которых сфокусирована на том, чтобы на какое-то время обезвредить врага. Если составить линию из пяти фишек, активируется режим «Временная лихорадка», суть которого заключается в том, что на 5 секунд увеличивается количество набираемых очков. Победит тот, чья птица получит меньше повреждений в конце уровня. Также у каждой птицы есть свои способности, например у Реда она состоит в накладывании эффекта, из-за которого некоторые фишки будут находиться в коробках, но их можно разломать обычным нажатием пальца. После остановки времени ваша птица начинает сражаться с врагом. Побеждает тот, у кого останется больше всего очков жизни.
Многие уровни игры построены по принципу PVP (player versus player — рус. «игрок против игрока»). То есть, придется соревноваться не с компьютером, а с живыми игроками со всего мира. За победу на уровне будут даваться очки опыта и монетки. За монетки можно будет купить экипировку для птиц и улучшить корабль. На данный момент, за монеты можно либо улучшить характеристику уже имеющейся экипировки или частей корабля, либо разблокировать для птиц новые уровни, если они уже имеют максимально доступный. Провести улучшение предметов можно до трех раз. Если выпадают предметы, которые уже есть, то предметы можно соединить и прокачать четвёртый или даже пятый раз. Есть уровни и со свиньями, которые обычно происходят на кораблях. Изначально уровень приходится проходить по принципу PVP. Играя уровень, вы получаете за него определённые проценты, и если вы набрали за первый бой 25%, а за второй 50%, то этот уровень будет выполнен на 75%. Если набрать 100%, то вы на корабле будете сражаться со свиньёй и уже на звёзды.
Всего в игре шесть птиц: Стелла, Чак, Ред, Бомб, Матильда и Синяя троица. Им можно будет выигрывать в слотах и сундуках различное оружие, защитные предметы и аксессуары, которые будут повышать здоровье и силу атаки. Некоторые из них дают дополнительные способности. Как и в Angry Birds Epic, появился опыт, но здесь он присутствует для каждой птицы отдельно. За прохождение уровней игроку будет даваться определённое количество очков опыта. Если даже игрок проиграет, ему все равно будут начислены очки, но в меньших количествах. Как и во многих других играх Angry Birds, в этой игре присутствует валюта. В игре есть две валюты: монетки и кристаллы. За монетки можно купить аксессуары и другие вещи, а за кристаллы энергию и использование слота. Ещё у птиц есть энергия, с помощью которой можно будет играть (то же самое можно увидеть и в других играх серии).

### Слот
Так же в игре присутствует слот, в котором можно получить предметы для птиц или предметы для корабля. Слот имеет вид огромного сундука, который находится на скале в море. На сундуке сидит Могучий Орёл. Если заплатить 5 кристаллов, то с неба упадёт банка с сардинами. Орёл полетит за ней, перед этим разбив сундук. Из сундука выпадет случайный предмет для птиц или для корабля. Слот имеет примерно ту же функцию, что и Золотая свинья-копилка в Angry Birds Epic.

## Сюжет
Свиньи в очередной раз воруют у птиц яйца и улетают в свою сверхсекретную морскую базу, внутри которой проходят опыты над свиньями. Птицы на своем корабле отправляются за ними. Им предстоит исследовать загадочные острова и вернуть яйца. Ред сразу начинает бить свиней на Крошечном острове, но вдруг он замечает в подзорную трубу, что Свин-повар захватывает Чака. Ред плывет ему на помощь. Вскоре Ред спасает Чака и они вместе плывут на плоту. В это время Чак рассказывает Реду о том, что его чуть не утопил загадочный монстр. Они прибывают на Тропический остров, где сражаются с Королем свиней, после чего приплывают на Зипангу и побеждают шайку свиней-миньонов под предводительством того же Короля свиней.

## Критика
| Сводный рейтинг | Сводный рейтинг |
| Агрегатор       | Оценка          |
| --------------- | --------------- |
| Metacritic      | 54/100          |

Игра получила смешанные отзывы. На Metacritic имеет рейтинг 54/100. Также имеет рейтинг 2 из 5 звезд на TouchArcade.